# İlayda Çevik
İlayda Çevik (* 22. Dezember 1994 in Balıkesir) ist eine türkische Schauspielerin.

## Leben und Karriere
Çevik wurde am 22. Dezember 1994 in Balıkesir geboren. Sie studierte an der Yeditepe Üniversitesi. Ihre erste schauspielerische Performance gab sie in dem Theaterstück Children's Playground. Danach trat sie 2013 in der Fernsehserie Karagül auf. 
Außerdem wurde Çevik 2017 für die Serie İsimsizler gecastet. 2020 bekam sie in Gel Dese Aşk die Hauptrolle. Zwischen 2021 und 2022 trat sie in Bir Zamanlar Çukurova auf. Seit 2022 spielt sie in der Serie Tuzak.

## Filmografie
Filme
- 2013: Kızım İçin
- 2017: Niyazi Bey

Serien
- 2013–2016: Karagül
- 2017: İsimsizler
- 2017: Savaşçı
- 2018–2019: Sen Anlat Karadeniz
- 2020: Gel Dese Aşk
- 2020–2021: Sen Çal Kapımı
- 2021–2022: Bir Zamanlar Çukurova
- 2022: Tuzak
- 2023: Aldatmak